# Albert Mockel
Albert Mockel (27. prosince 1866 Ougrée – 30. ledna 1945 Ixelles) byl belgický (valonský) básník. Založil revue La Wallonie. Vydal sbírku básní Světla (1902), studie Poznámky o literatuře (1894), St. Mallarmé, hrdina (1899) atd. Byl členem belgické Královské literární akademie.